# Bloch-Funktion

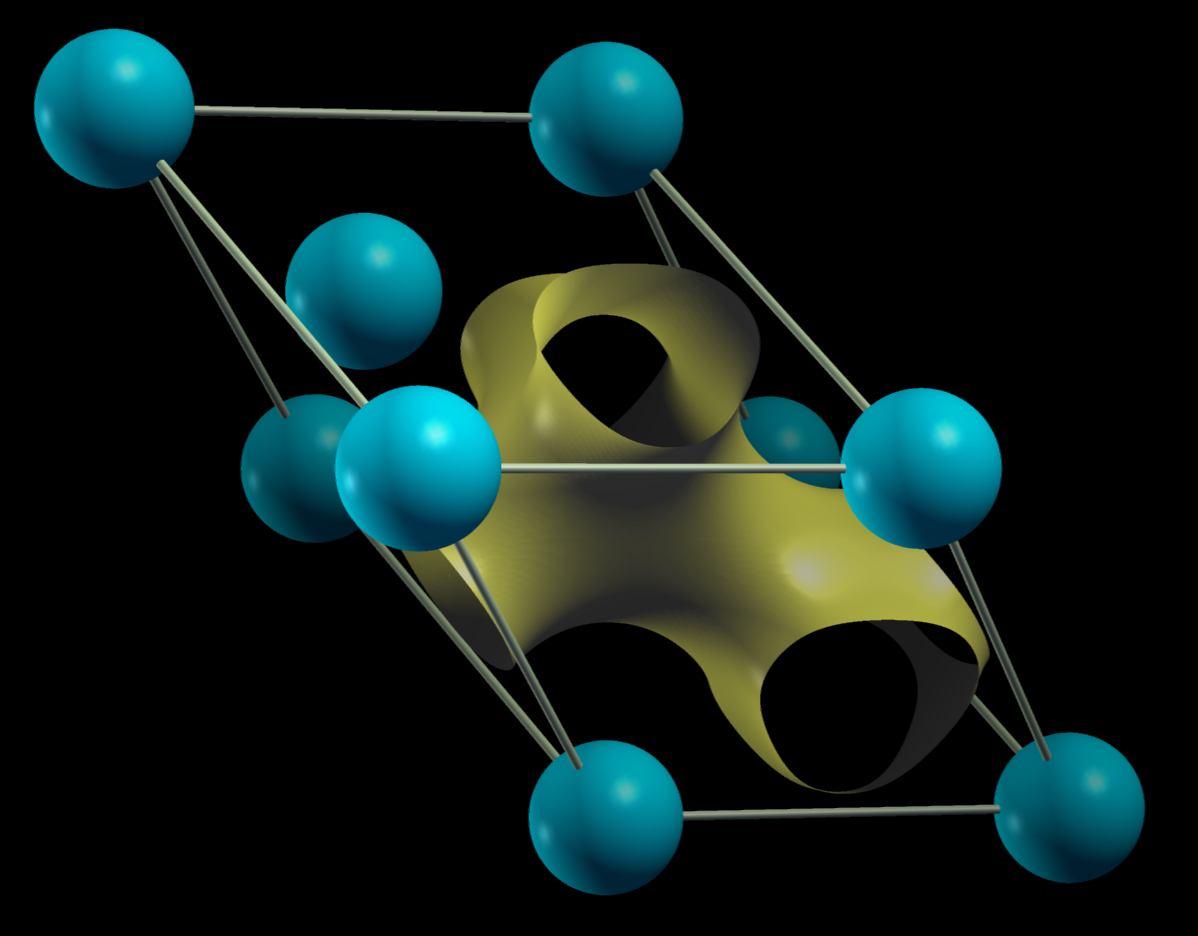
Darstellung einer Isofläche des Betragsquadrates einer Blochwellenfunktion in Silizium

Die Bloch-Funktion oder Bloch-Welle (nach Felix Bloch) ist eine allgemeine Form für die Lösung der stationären Schrödingergleichung für ein Teilchen in einem periodischen Potential, z. B. die Wellenfunktion eines Elektrons in einem kristallinen Festkörper (Bloch-Elektron).
Die Form dieser Wellenfunktionen {\displaystyle \psi } wird durch das Bloch-Theorem festgelegt, welches ein Spezialfall des Floquet-Theorems ist:
| Satz: Es sei ein periodisches Potential {\displaystyle V({\vec {r}})} mit der Periodizität {\displaystyle {\vec {R}}} gegeben: {\displaystyle V({\vec {r}})=V({\vec {r}}+{\vec {R}})} Dann existiert eine Basis von Lösungen der stationären Schrödingergleichung der Form {\displaystyle \psi _{\vec {k}}({\vec {r}})=e^{\mathrm {i} {\vec {k}}\cdot {\vec {r}}}\cdot u_{\vec {k}}({\vec {r}})} mit - der Eulerschen Zahl {\displaystyle e} - der imaginären Einheit {\displaystyle \mathrm {i} } - einem beliebigen Vektor {\displaystyle {\vec {k}}} - einer vom Parameter {\displaystyle {\vec {k}}} abhängigen periodischen Funktion {\displaystyle u_{\vec {k}}({\vec {r}})} mit Periode {\displaystyle {\vec {R}}}: {\displaystyle u_{\vec {k}}({\vec {r}})=u_{\vec {k}}({\vec {r}}+{\vec {R}})} |

Die Periodizität des Potentials {\displaystyle V({\vec {r}})} überträgt sich also auf {\displaystyle u_{k}({\vec {r}})} und damit auf die Aufenthaltswahrscheinlichkeit {\displaystyle |\psi ({\vec {r}})|^{2}=|\psi ({\vec {r}}+{\vec {R}})|^{2}} des betrachteten Teilchens im Potential. Für ein Elektron in so einem Energieeigenzustand ist daher die Aufenthaltswahrscheinlichkeit in jeder Elementarzelle gleich groß und zeigt den gleichen räumlichen Verlauf. In einem kristallinen Festkörper ist die Periodizität gegeben durch das Kristallgitter, {\displaystyle {\vec {R}}} ist ein Gittervektor. Ist das Potential zeitunabhängig, kann  {\displaystyle u_{k}({\vec {r}})} als reell angesetzt werden.

## Aussagen
Nach dem Bloch-Theorem sind die Einteilchen-Energieeigenzustände {\displaystyle \psi _{\vec {k}}({\vec {r}})} über einen Wellenvektor {\displaystyle {\vec {k}}} parametrisiert, wobei dessen Komponenten {\displaystyle {\vec {k}}=\left(k_{x},k_{y},k_{z}\right)} alle reellen Zahlen durchlaufen können. Für eine vollständige Parametrisierung genügen schon die Wellenvektoren {\displaystyle {\vec {k}}} der ersten Brillouin-Zone ({\displaystyle |k_{x}|\leq \pi /a_{x}} etc.). Denn eine Blochfunktion {\displaystyle \psi ({\vec {r}})=e^{\mathrm {i} {\vec {k}}\cdot {\vec {r}}}\cdot u_{\vec {k}}({\vec {r}})} bleibt unverändert, wenn {\displaystyle {\vec {k}}} durch {\displaystyle {\vec {k}}'={\vec {k}}+{\vec {G_{n}}}}, mit einem beliebigen Vektor  {\displaystyle {\vec {G_{n}}}=\sum _{i=1}^{3}n_{i}{\vec {b}}_{i}} des reziproken Gitters, ersetzt wird und gleichzeitig die Funktion {\displaystyle u_{\vec {k}}({\vec {r}})} durch  {\displaystyle u_{{\vec {k}}'}({\vec {r}})=e^{-\mathrm {i} {\vec {r}}_{}\cdot {\vec {G_{n}}}}u_{\vec {k}}({\vec {r}})}. Es gilt {\displaystyle \psi ({\vec {r}})=e^{\mathrm {i} {\vec {k}}\cdot {\vec {r}}}\cdot u_{\vec {k}}({\vec {r}})\equiv e^{\mathrm {i} {\vec {k}}'\cdot {\vec {r}}}\cdot u_{{\vec {k}}'}({\vec {r}})}, denn per Definition ist {\displaystyle e^{\mathrm {i} {\vec {R_{}}}\cdot {\vec {G_{n}}}}=1}, und damit ist auch die Funktion {\displaystyle u_{{\vec {k}}'}({\vec {r}})} periodisch wie {\displaystyle u_{\vec {k}}({\vec {r}})}. Das ermöglicht bei der Beschreibung von Wellenfunktionen und Gitter-Energien, vom erweiterten Zonenschema zum reduzierten Zonenschema überzugehen.
Zur Beschreibung aller Einteilchen-Wellenfunktionen des Kristalls {\displaystyle \psi _{{\vec {k}}'}({\vec {r}})}, insbesondere der gitterperiodischen Funktion {\displaystyle u_{{\vec {k}}'}({\vec {r}})}, im reduzierten Zonenschema werden die Beiträge des gesamten reziproken Gitters, d. h., aller äquivalenten reziproken Gittervektoren {\displaystyle {\vec {G_{n}}}} benötigt, sodass hier ein weiterer Index n eingeführt werden muss. Dieser vermittelt gerade über den reziproken Gittervektor {\displaystyle {\vec {G_{n}}}} den Beitrag der n-ten Brillouin-Zone zum Energiespektrum {\displaystyle E{\vec {(}}k')} und zur Wellenfunktion {\displaystyle \psi _{{\vec {k}}'}({\vec {r}})}. 
Da {\displaystyle {\vec {G_{n}}}} aber diskret ist, bildet sich für jedes  {\displaystyle {\vec {k}}'} ein diskretes Energiespektrum aus {\displaystyle E_{{\vec {k}}'}({\vec {k}}')=E_{{\vec {k}}+{\vec {G_{n}}}}({\vec {k}}+{\vec {G_{n}}})=E_{n{\vec {k}}}({\vec {k}}+{\vec {G_{n}}})}, das sich aber als Funktion von {\displaystyle {\vec {k}}} innerhalb der ersten Brillouin-Zone kontinuierlich verändert. Das quasi-kontinuierliche, aber diskrete Energiespektrum kann dadurch über n diskrete Energiebänder dargestellt werden:
{\displaystyle E_{{\vec {k}}'}({\vec {k}}')\rightarrow E_{nk}({\vec {k}},G_{n})}
bzw. 
{\displaystyle u_{{\vec {k}}'}({\vec {r}})\rightarrow u_{n{\vec {k}}}({\vec {r}},G_{n})\Rightarrow u_{{\vec {k}}'}({\vec {r}})=\sum _{n}u_{n{\vec {k}}}({\vec {r}},G_{n})}
bzw. 
{\displaystyle \psi _{{\vec {k}}'}({\vec {r}})=e^{\mathrm {i} {\vec {k}}\cdot {\vec {r}}}\cdot \sum _{n}u_{n{\vec {k}}}({\vec {r}},G_{n})}
Das ist die Grundlage der in der Festkörperphysik verbreiteten Darstellung der Bandstruktur im Bändermodell.
Wellenvektor {\displaystyle {\vec {k}}} und n, genannt Bandindex, sind daher geeignete Indizes zur Bezeichnung der Einteilchen-Energieeigenzustände und Einteilchen-Wellenfunktion des Gitters. Der Wellenvektor wird auch als Quasiimpuls oder Kristallimpuls bezeichnet. Der Name ist damit begründet, dass im Falle einer schwach veränderlichen Funktion {\displaystyle u_{\vec {k}}({\vec {r}})\approx const} der Impuls des Teilchens näherungsweise durch {\displaystyle \langle {\vec {p}}\rangle \approx \hbar {\vec {k}}} gegeben ist, so dass der Kristallimpuls noch näherungsweise die Eigenschaften des Impulses hat, z. B. bei der Impulserhaltung bei Stößen oder Emission und Absorption von Photonen. Wenn {\displaystyle u_{\vec {k}}({\vec {r}})=const}, gilt das exakt.

## Vereinfachte Herleitung
Da das Potential {\displaystyle V({\vec {r}})} invariant gegenüber einer Translation um einen Vektor {\displaystyle {\vec {R}}} ist (in einem Kristall ist {\displaystyle {\vec {R}}} ein Gittervektor), ist es auch der Hamiltonoperator {\displaystyle {\hat {H}}={\frac {{\hat {p}}^{2}}{2m}}+V({\vec {r}})} des Teilchens. Eine Eigenfunktion, die um die Strecke {\displaystyle {\vec {R}}} verschoben wird, ist daher sicher wieder eine Eigenfunktion zur selben Energie. Wenn keine Entartung vorliegt, beschreibt sie denselben Zustand wie vor der Translation, kann sich von der unverschobenen Funktion also nur um einen festen Phasenfaktor {\displaystyle f} unterscheiden.
{\displaystyle \psi ({\vec {r}}+{\vec {R}})=f\ \psi ({\vec {r}})}
Bei n-fach wiederholter Ausführung der Translation multiplizieren sich die Phasenfaktoren ({\displaystyle f^{n}}), während sich die Strecken addieren ({\displaystyle n{\vec {R}}}).
Da aber die Teilchendichte erhalten bleiben soll:
{\displaystyle \left|\psi ({\vec {r}}+{\vec {R}})\right|^{2}=\left|\psi ({\vec {r}})\right|^{2}},
muss {\displaystyle f} allgemein gegeben sein durch
{\displaystyle f({\vec {R}})=e^{\mathrm {i} {\vec {k}}\cdot {\vec {R}}}}
mit einem geeigneten festen Vektor {\displaystyle {\vec {k}}}. Für eine aus {\displaystyle \psi ({\vec {r}})} gebildete Funktion {\displaystyle u({\vec {r}})=e^{-\mathrm {i} {\vec {k}}\cdot {\vec {r}}}\psi ({\vec {r}})}
folgt dann einfache Periodizität {\displaystyle u({\vec {r}}+{\vec {R}})=u({\vec {r}})}.
Also ist {\displaystyle \psi ({\vec {r}})=e^{\mathrm {i} {\vec {k}}\cdot {\vec {r}}}u({\vec {r}})}